# Asociación Independiente de Estudiantes

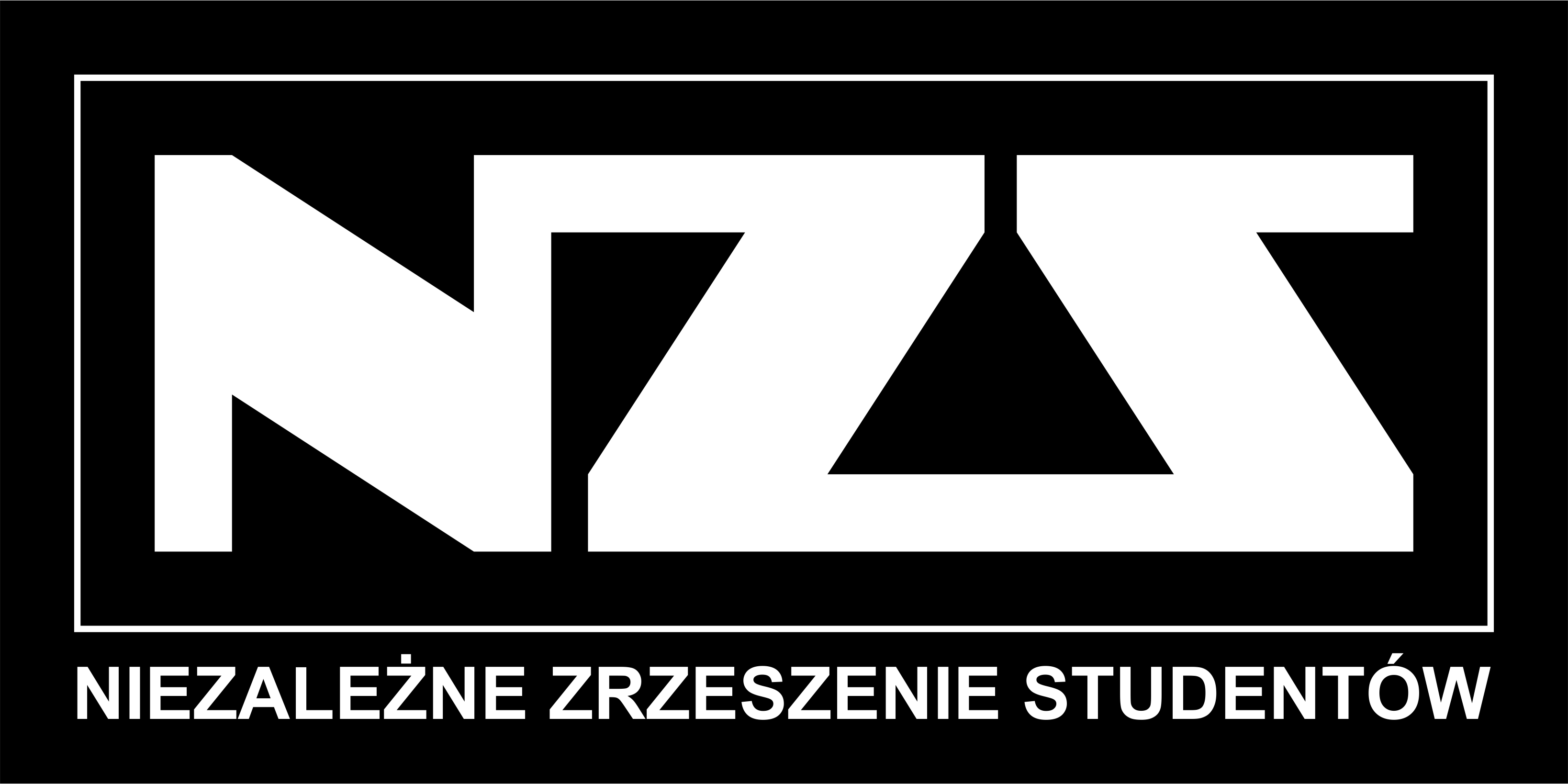
Logo de la Asociación Independiente de Estudiantes (Niezależnego Zrzeszenie Studentów)

La Asociación Independiente de Estudiantes (en polaco: Niezależne Zrzeszenie Studentów, NZS) fue una organización fundada el 22 de septiembre de 1980 en Gdańsk. Era la primera organización no gubernamental que agrupaba a los universitarios en Polonia. El primer jefe del NSZ fue Jarosław Guzy. NSZ apoyaba a Solidaridad.